# Chrysoritis beulah
Chrysoritis beulah is een vlinder uit de familie van de Lycaenidae. De wetenschappelijke naam van de soort is voor het eerst gepubliceerd in 1966 door Clive Quickelberge.
De soort komt voor in Zuid-Afrika (Oost-Kaap).